# Super Trouper (singolo)
Super Trouper è un singolo del gruppo musicale svedese ABBA, pubblicato nel 1980 come primo estratto dall'album omonimo.

## Descrizione
Souper Trouper è stata scritta da Benny Andersson e Björn Ulvaeus. Quando fu realizzato l'album Super Trouper erano già state inclusi nove brani; tuttavia fu reso necessaria la registrazione di una decima canzone, che gli autori realizzarono nel giro di pochi giorni: si trattava proprio di Super Trouper. La voce principale è quella di Anni-Frid Lyngstad.
Il termine Super Trouper identifica un celebre modello di faro seguipersone professionale, detto anche occhio di bue.
Il singolo è stato pubblicato in formato 7" nel 1980 da numerose etichette discografiche in Europa e nel resto del mondo, tra cui Polar, Epic, Polydor e Atlantic, con sul retro il brano The Piper, anch'essa opera del duo Benny-Bjorn. Un'altra edizione del disco pubblicata dalla Atlantic per il mercato statunitense sempre in formato 7", riporta invece sul lato B il brano Lay All Your Love On Me. Nel 2005 il singolo è stato ristampato in formato CD per il mercato olandese con sul lato B una versione del brano On And On And On registrata dal vivo al Dick Cavett Show. Questa edizione è stata stampata in tiratura limitata a 1670 esemplari come omaggio per il ventesimo anniversario dell'Official International ABBA Fan Club di Roosendaal.
Super Trouper è stato l'ultimo singolo degli ABBA a raggiungere il vertice della classifica britannica dei singoli più venduti. Ha goduto di ottima popolarità in mezza Europa, piazzandosi alla vetta in Belgio, Germania Ovest, Irlanda, Paesi Bassi e nella top 10 in Norvegia, Austria, Svizzera, Francia, Finlandia e Spagna.

## Tracce
7" internazionale 1980
1. Super Trouper – 4:13 (Benny Andersson, Björn Ulvaeus)
2. The Piper – 3:25 (Benny Andersson, Björn Ulvaeus)

Durata totale: 7:38
7" USA
1. Super Trouper – 4:09 (Benny Andersson, Björn Ulvaeus)
2. Lay All Your Love On Me – 4:31 (Benny Andersson, Björn Ulvaeus)

Durata totale: 8:40
CD Paesi Bassi 2005
1. Super Trouper – 4:22 (Benny Andersson, Björn Ulvaeus)
2. On And On And On (Live From Dick Cavett Show) – 3:11 (Benny Andersson, Björn Ulvaeus)

Durata totale: 7:33

## Formazione
Gruppo
- Björn Ulvaeus - chitarra acustica
- Agnetha Fältskog - voce secondaria
- Anni-Frid Lyngstad - voce principale
- Benny Andersson - sintetizzatore

Altri musicisti
- Per Lindvall - batteria
- Mike Watson - basso
- Janne Schaffer - chitarra elettrica
- Ake Sundqvist - percussioni

## Classifiche
- #1 (Belgio, Germania Ovest, Irlanda, UK, Paesi Bassi)
- #2 (Norvegia)
- #3 (Svizzera, Austria)

## Cover (parziale)
La title track del singolo, Souper Trouper, conta almeno una sessantina di cover
- Nel 1999 ne hanno realizzata una cover gli A*Teens.
- Nel 2000 una versione del brano è stata eseguita da Max Raabe.